# 本杰明·史密斯·巴顿
本杰明·史密斯·巴顿（Benjamin Smith Barton，1766年2月10日—1815年12月19日）为美国植物学家、博物学家及医生。